# Daniel Keyes
Daniel Keyes, född 9 augusti 1927 i Brooklyn i New York, död 15 juni 2014 i Boca Raton i Florida, var en amerikansk science fiction-författare som 1966 belönades med Nebulapriset för romanen Blommor till Algy.